# Admiralspalast
Het Admiralspalast (Duits voor Admiralenpaleis) is een theaterzaal met 1.756 zitplaatsen in de wijk Mitte in Berlijn, Duitsland. Het gebouw is gelegen aan Friedrichstraße nummer 101. Het theater opende in 1910 en het is een van de weinig bewaard gebleven gebouwen van het pre-Tweede Wereldoorlogtijdperk in de stad.
Oorspronkelijk zaten er een ijsbaan, een openbaar zwembad, bowlingbanen, een café en een bioscoop in het Admiralspalast. Na de Eerste Wereldoorlog veranderde het in een revue-theater. Dit begon met de show Drunter und drüber door Walter Kollo. Later vervolgde dit met shows van de operettes.
Tijdens de bombardementen op Berlijn leed het gebouw weinig schade, het was de thuisbasis van de Berlijnse staatsopera tot de reconstructie van de Berlijnse staatsopera in 1955. Op 21-22 april 1946 vond een conventie plaats tussen de Sociaal-Democratische Partij van Duitsland en de Communistische Partij van Duitsland waar zij fuseerde tot de Socialistische eenheidspartij van Duitsland. De shows van de revues en de operettes werden tot 1997 voortgezet onder de naam Metropol-Theater.
De 'Vereniging van Journalisten van de DDR' had haar kantoren in het theater Admiralspalast.
Op 11 augustus 2006 heropende het theater met de Driestuiversopera, geregisseerd door Klaus Maria Brandauer.